# التهاب الكبد الكحولي
الالتهاب الكبدي الكحولي (بالإنجليزية: Alcoholic hepatitis) هو التهاب كبدي ينتج عن الإفراط في تناول المشروبات الكحولية، وهو عادة ما يصاحب الكبد الدهنية، وهو مرحلة أولية لمرض الكبد الكحولي وقد يساهم في تطور التليف، مما يؤدي إلى تشمع الكبد.
أعراضه هي اليرقان والحبن (تراكم السوائل في جوف البطن) والإعياء والاعتلال الدماغي الكبدي (اختلال وظائف الدماغ البشري بسبب الفشل الكبدي). الحالات الخفيفة منه يسيطر عليها الجسم ذاتيًا، ولكن الحالات الشديدة قد تؤدي للموت، لكن يمكن علاجها بالجلايكورتيكودات (كـ بريدنيزولون).

## العلامات والأعراض
يتميز التهاب الكبد الكحولي بعدد من الأعراض، والتي قد تشمل الشعور بالتوعك، وتضخم الكبد، وتطور السوائل في البطن (الاستسقاء)، والارتفاع المتواضع في مستويات إنزيمات الكبد (على النحو الذي تحدده اختبارات وظائف الكبد). قد يظهر أيضًا مع اعتلال الدماغ الكبدي (ضعف الدماغ بسبب فشل الكبد) ما يسبب أعراضًا مثل الارتباك أو انخفاض مستويات الوعي أو النجمة، (ارتعاش مميز للأطراف). تتميز الحالات الشديدة باليرقان العميق، والتقرح (يتراوح من النعاس إلى فقدان الوعي)، والمرض الخطير التدريجي؛ معدل الوفيات هو 50٪ في غضون 30 يومًا من ظهور المرض على الرغم من الرعاية الأفضل.
يختلف التهاب الكبد الكحولي عن تليف الكبد الناجم عن استهلاك الكحول على المدى الطويل. يمكن أن يحدث التهاب الكبد الكحولي في مرضى الكبد الكحولي المزمن والتليف الكحولي. لا يؤدي التهاب الكبد الكحولي في حد ذاته إلى تليف الكبد، ولكن تشمع الكبد أكثر شيوعًا في المرضى الذين يستهلكون الكحول على المدى الطويل. يصاب بعض مدمني الكحول بالتهاب الكبد الحاد كتفاعل التهابي للخلايا المتأثرة بالتغير الدهني. هذا لا يرتبط مباشرة بجرعة الكحول. يبدو أن بعض الناس أكثر عرضة لرد الفعل هذا من غيرهم. يسمى هذا التفاعل الالتهابي للتغير الدهني بالتهاب الكبد الدهني الكحولي وربما يهيئ الالتهاب لتليف الكبد عن طريق تنشيط الخلايا النجمية الكبدية لإنتاج الكولاجين.

## الفيزيولوجيا المرضية
- جسم مالوري الهياليني - حالة تتراكم فيها خيوط ما قبل الكيراتين في خلايا الكبد. لا تقتصر هذه العلامة على مرض الكبد الكحولي، ولكنها غالبًا ما تكون مميزة.
- تنكس البالونات - غالبًا ما تتضخم الخلايا الكبدية في حالة التغيير الكحولي مع الدهون الزائدة والماء والبروتين؛ عادة تصدر هذه البروتينات إلى مجرى الدم. مصحوبًا بالانتفاخ، هناك ضرر نخر. الانتفاخ قادر على سد القنوات الصفراوية القريبة، ما يؤدي إلى انتشار ركود صفراوي.[5]
- الالتهاب - يحدث غزو العدلات بسبب التغيرات النخرية ووجود الحطام الخلوي داخل الفصيصات. عادةً ما يتم إزالة كمية الحطام بواسطة خلايا كوبفر، على الرغم من أنها تصبح محملة بشكل زائد في حالة الالتهاب، ما يسمح للخلايا البيضاء الأخرى بالتسرب إلى الحمة. تنجذب هذه الخلايا بشكل خاص إلى خلايا الكبد ذات الأجسام المالورية.

إذا كان مرض الكبد المزمن موجودًا أيضًا:
- تليف
- تليف الكبد - نوع تدريجي ودائم من التنكس الليفي لأنسجة الكبد.[6]

## التشخيص
يتم التشخيص في الحالات التي يوجد فيها تاريخ مرضي مفرط من شرب الكحول مع تدهور في اختبارات وظائف الكبد كارتفاع في البليروبون. في معظم الحالات، إنزيمات الكبد لا تتعدى 500. قد يتم أخذ عينة من الكبد لتحديد التغييرات في الكبد، والتي تعتبر مهمة في تأكيد التشخيص السريري.

## اقرأ أيضاً
- التهاب الكبد